# Даттельн
Даттельн (нім. Datteln) — місто в Німеччині, знаходиться в землі Північний Рейн-Вестфалія. Підпорядковується адміністративному округу Мюнстер. Входить до складу району Реклінггаузен.
Площа — 66,08 км2. Населення становить 34 714 ос. (станом на 31 грудня 2020).